# Delphine Software International
Delphine Software International (kurz DSI) war ein französisches Softwareunternehmen, welches 1988 als Tochter der Musikfirma Dolphine gegründet wurde und ursprünglich in Paris ansässig war. Es wurde von Michael Sportouch, der von Ocean Software in Frankreich kam, geleitet. Chefentwickler war Paul Cuisset. 2001 zog die Firma von Paris nach Saint-Ouen um. Im Dezember 2002 wurde das Unternehmen aus der Delphine Group  entfernt. Im Februar 2003 kaufte Doki Denki die Firma auf. Das Unternehmen ging im Juli 2004 Konkurs.

## Entwickelte Spiele
Bekannt wurde das Unternehmen durch die Spielereihe Moto Racer. Nach dem Konkurs wurde der Name an den Softwareentwickler Nobilis verkauft. Durch Nobilis kam 2006 die Moto Racer 3 Gold Edition (eine aufpolierte Version von Moto Racer 3) und 2008 Moto Racer DS heraus. Anuman Interactive veröffentlichte gegen Ende 2011 Moto Racer 15th Anniversary. Eine Moto Racer Collection mit Moto Racer 1, 2, 3 Gold Edition und 15th Anniversary wurde von Purple Hills im Juni 2012 im deutschsprachigen Raum herausgegeben.
Die Projekte Flashback 2 und Shaq Fu 2 wurden abgebrochen. Flashback 2 wurde zurückgestellt, um später ein „Heroic Fantasy“-Spiel namens Dragonblade zu entwickeln, das jedoch auch nie fertiggestellt wurde.
Die geplanten Projekte Moto Racer Traffic, Flashback Legends, Legions of Fear und Humanity Project konnten nicht mehr erledigt werden, da 2004 DSI aufgelöst wurde.
| Titel                             | Jahr        | Plattform                                                     |
| --------------------------------- | ----------- | ------------------------------------------------------------- |
| Castle Warrior                    | 1989        | Amiga, Atari ST und PC                                        |
| Bio Challenge                     | 1989        | Amiga, Atari ST und PC                                        |
| Future Wars                       | 1989        | Amiga, Atari ST und PC                                        |
| Operation Stealth                 | 1990        | Amiga, Atari ST und PC                                        |
| Cruise for a Corpse               | 1991        | Amiga, Atari ST und PC                                        |
| Another World                     | 1991        | 3DO, Amiga, Atari ST, Mega Drive, Mega-CD, PC und SNES        |
| Flashback: The Quest for Identity | 1992        | 3DO, Amiga, CD-i, Macintosh, Mega Drive, Mega-CD, PC und SNES |
| Flashback 2                       | abgebrochen | Mega-CD                                                       |
| Heart of the Alien                | 1994        | Mega-CD                                                       |
| Shaq Fu                           | 1994        | Mega Drive und SNES                                           |
| Fade to Black                     | 1995        | PC und PlayStation                                            |
| Shaq Fu 2                         | abgebrochen | unbekannt                                                     |
| Moto Racer                        | 1997        | PC und PlayStation                                            |
| Moto Racer 2                      | 1998        | PC und PlayStation                                            |
| Darkstone                         | 1999        | PC und PlayStation                                            |
| Moto Racer WorldTour              | 2000        | PlayStation                                                   |
| Moto Racer 3                      | 2001        | PC                                                            |
| Moto Racer Advance                | 2002        | Game Boy Advance                                              |
| Moto Racer Traffic                | unvollendet | PC und PlayStation 2                                          |
| Flashback Legends                 | unvollendet | Game Boy Advance                                              |
| Legions of Fear                   | unvollendet | unbekannt                                                     |
| Humanity Project                  | unvollendet | PC                                                            |